# Socialdemocràcia (Txèquia)
Socialdemocràcia (SOCDEM; txec: Sociální demokracie), conegut com el Partit Socialdemòcrata Txec (ČSSD; txec: Česká strana sociální demokratická) fins al 10 de juny de 2023, és un partit polític de la República Txeca d'idelogia socialdemòcrata. El seu actual president és Jiří Paroubek. Pertany al Partit Socialista Europeu. Després d'haver guanyat les eleccions legislatives txeques de 1998, el PSC va conformar el govern amb Milos Zeman com a primer ministre, i va conservar el poder des de llavors amb Stanislav Gross, i després de la seva renúncia, des del 25 d'abril de 2005 Jiří Paroubek va assumir el càrrec. Va guanyar les eleccions de 2002 amb 70 diputats de 200 en la Cambra baixa però va perdre les de 2006, encara que va augmentar el seu resultat (74 diputats i 32,3%).

## Evolució històrica
Països Txecs com a part d'Àustria-Hongria:
- 1878–1893 Funciona com a Partit Social-democràtic Txecoslavònic a Àustria (Sociálně-demokratická strana českoslovanská v Rakousku) - part del Partit Socialdemòcrata d'Àustria
- 1893–1918 Actua com a partit independent amb el nom de Partit Social-democràtic Txecoslavònic dels Treballadors (Českoslovanská sociálně demokratická stranu dělnická)

Txecoslovàquia:
- 1918–1938 El Partit Socialdemòcrata dels Treballadors Txecoslovacs (Československá sociálně demokratická strana dělnická) es presenta a eleccions unit als socialdemòcrates eslovacs
- 1938–1941 El Partit Nacional del Treball (Národní strana práce), partit d'unitat d'esquerres amb els socialdemòcrates i part del Partit Nacional Social Txec
- 1945–1948 Socialdemocràcia Txecoslovaca (Československá sociální demokracie)
- 1948–1989 Unit al Partit Comunista de Txecoslovàquia, encara que alguns el mantenen a l'exili de Londres
- 1990–1993 Socialdemocràcia Txecoslovaca (Československá sociální demokracie)

República Txeca
- des de 1993 Partit Socialdemòcrata Txec (Česká strana sociálně demokratická)

## Resultats electorals

### Eleccions Cisletanes

#### Consell Imperial
| Any  | Líder         | Vots    | Vots | Escons   | Escons | Escons | Govern   |
| Any  | Líder         | Núm.    | %    | Núm.     | ±      | Pos.   | Govern   |
| ---- | ------------- | ------- | ---- | -------- | ------ | ------ | -------- |
| 1907 | Antonín Němec | 389,960 | 8.5  | 22 / 516 | 22     | 6è     | Oposició |
| 1911 | Antonín Němec | 357,234 | 7.9  | 25 / 516 | 3      | 4t     | Oposició |

### Txecoslovàquia
| Any  | Líder                                          | Vots                                           | Vots                                           | Escons                                         | Escons                                         | Escons                                         | Govern                                         |
| Any  | Líder                                          | Núm.                                           | %                                              | Núm.                                           | ±                                              | Pos.                                           | Govern                                         |
| ---- | ---------------------------------------------- | ---------------------------------------------- | ---------------------------------------------- | ---------------------------------------------- | ---------------------------------------------- | ---------------------------------------------- | ---------------------------------------------- |
| 1920 | Antonín Němec                                  | 1,590,520                                      | 25.7                                           | 74 / 300                                       | 74                                             | 1r                                             | Coalició                                       |
| 1925 | Antonín Hampl                                  | 632,403                                        | 8.9                                            | 25 / 300                                       | 45                                             | 4t                                             | Coalició                                       |
| 1929 | Antonín Hampl                                  | 963,462                                        | 13                                             | 39 / 300                                       | 10                                             | 2n                                             | Oposició                                       |
| 1935 | Antonín Hampl                                  | 1,032,773                                      | 12.6                                           | 38 / 300                                       | 1                                              | 3r                                             | Coalició                                       |
| 1946 | Zdeněk Fierlinger                              | 855,771                                        | 12.1                                           | 37 / 300                                       | 1                                              | 5è                                             | Coalició                                       |
| 1948 | Dins del Front Nacional                        | Dins del Front Nacional                        | Dins del Front Nacional                        | 23 / 300                                       | 14                                             | 3r                                             | Coalició                                       |
| 1954 | Fusionat al Partit Comunista de Txecoslovàquia | Fusionat al Partit Comunista de Txecoslovàquia | Fusionat al Partit Comunista de Txecoslovàquia | Fusionat al Partit Comunista de Txecoslovàquia | Fusionat al Partit Comunista de Txecoslovàquia | Fusionat al Partit Comunista de Txecoslovàquia | Fusionat al Partit Comunista de Txecoslovàquia |
| 1960 | Fusionat al Partit Comunista de Txecoslovàquia | Fusionat al Partit Comunista de Txecoslovàquia | Fusionat al Partit Comunista de Txecoslovàquia | Fusionat al Partit Comunista de Txecoslovàquia | Fusionat al Partit Comunista de Txecoslovàquia | Fusionat al Partit Comunista de Txecoslovàquia | Fusionat al Partit Comunista de Txecoslovàquia |
| 1964 | Fusionat al Partit Comunista de Txecoslovàquia | Fusionat al Partit Comunista de Txecoslovàquia | Fusionat al Partit Comunista de Txecoslovàquia | Fusionat al Partit Comunista de Txecoslovàquia | Fusionat al Partit Comunista de Txecoslovàquia | Fusionat al Partit Comunista de Txecoslovàquia | Fusionat al Partit Comunista de Txecoslovàquia |
| 1971 | Fusionat al Partit Comunista de Txecoslovàquia | Fusionat al Partit Comunista de Txecoslovàquia | Fusionat al Partit Comunista de Txecoslovàquia | Fusionat al Partit Comunista de Txecoslovàquia | Fusionat al Partit Comunista de Txecoslovàquia | Fusionat al Partit Comunista de Txecoslovàquia | Fusionat al Partit Comunista de Txecoslovàquia |
| 1976 | Fusionat al Partit Comunista de Txecoslovàquia | Fusionat al Partit Comunista de Txecoslovàquia | Fusionat al Partit Comunista de Txecoslovàquia | Fusionat al Partit Comunista de Txecoslovàquia | Fusionat al Partit Comunista de Txecoslovàquia | Fusionat al Partit Comunista de Txecoslovàquia | Fusionat al Partit Comunista de Txecoslovàquia |
| 1981 | Fusionat al Partit Comunista de Txecoslovàquia | Fusionat al Partit Comunista de Txecoslovàquia | Fusionat al Partit Comunista de Txecoslovàquia | Fusionat al Partit Comunista de Txecoslovàquia | Fusionat al Partit Comunista de Txecoslovàquia | Fusionat al Partit Comunista de Txecoslovàquia | Fusionat al Partit Comunista de Txecoslovàquia |
| 1986 | Fusionat al Partit Comunista de Txecoslovàquia | Fusionat al Partit Comunista de Txecoslovàquia | Fusionat al Partit Comunista de Txecoslovàquia | Fusionat al Partit Comunista de Txecoslovàquia | Fusionat al Partit Comunista de Txecoslovàquia | Fusionat al Partit Comunista de Txecoslovàquia | Fusionat al Partit Comunista de Txecoslovàquia |
| 1990 | Jiří Horák                                     | 342,455                                        | 3.2                                            | 0 / 150                                        | Nou                                            | 9è                                             | Extraparlamentari                              |
| 1992 | Valtr Komárek Alexander Dubček                 | 648,125                                        | 6.8                                            | 10 / 150                                       | 10                                             | 4t                                             | Oposició                                       |

### Assemblees Nacionals

#### Consell Nacional de Txèquia
| Any  | Líder      | Vots    | Vots | Escons   | Escons | Escons | Govern            |
| Any  | Líder      | Núm.    | %    | Núm.     | ±      | Pos.   | Govern            |
| ---- | ---------- | ------- | ---- | -------- | ------ | ------ | ----------------- |
| 1990 | Jiří Horák | 296,165 | 4.11 | 0 / 200  | =      | 6è     | Extraparlamentari |
| 1992 | Jiří Horák | 422,736 | 6.53 | 16 / 200 | 16     | 3r     | Oposició          |

#### Consell Nacional d'Eslovàquia
| Any  | Líder      | Vots   | Vots | Escons | Escons | Escons | Govern |
| Any  | Líder      | Núm.   | %    | Núm.   | ±      | Pos.   | Govern |
| ---- | ---------- | ------ | ---- | ------ | ------ | ------ | ------ |
| 1928 | Ivan Dérer | 96,901 | 7.33 | 4 / 54 | 4      | 4t     | –      |
| 1935 | Ivan Dérer | –      | 11.3 | 4 / 54 | =      | 5è     | –      |

### Eleccions legislatives (Txèquia)
| Any  | Líder            | Vots      | Vots | Escons   | Escons | Escons | Govern               |
| Any  | Líder            | Núm.      | %    | Núm.     | ±      | Pos.   | Govern               |
| ---- | ---------------- | --------- | ---- | -------- | ------ | ------ | -------------------- |
| 1996 | Miloš Zeman      | 1,602,250 | 26.4 | 61 / 200 | 45     | 2n     | Suport extern        |
| 1998 | Miloš Zeman      | 1,928,660 | 32.3 | 74 / 200 | 13     | 1r     | Minoria              |
| 2002 | Vladimír Špidla  | 1,440,279 | 30.2 | 70 / 200 | 4      | 1r     | Coalició             |
| 2006 | Jiří Paroubek    | 1,728,827 | 32.3 | 74 / 200 | 4      | 2n     | Oposició (2006–09)   |
| 2006 | Jiří Paroubek    | 1,728,827 | 32.3 | 74 / 200 | 4      | 2n     | Coalició (2009–10)   |
| 2010 | Jiří Paroubek    | 1,155,267 | 22.1 | 56 / 200 | 18     | 1r     | Oposició             |
| 2013 | Bohuslav Sobotka | 1,016,829 | 20.5 | 50 / 200 | 6      | 1r     | Coalició             |
| 2017 | Lubomír Zaorálek | 368,347   | 7.3  | 15 / 200 | 35     | 6è     | Oposició (2017–2018) |
| 2017 | Lubomír Zaorálek | 368,347   | 7.3  | 15 / 200 | 35     | 6è     | Coalició (2018–21)   |
| 2021 | Jan Hamáček      | 250,397   | 4.7  | 0 / 200  | 15     | 6è     | Extraparlamentari    |

### Eleccions al Senat
| Any  | 1a volta | 1a volta | 1a volta | 1a volta | 2a volta | 2a volta | 2a volta | Escons  | Total   |
| Any  | Vots     | %        | Escons   | Pos.     | Vots     | %        | Pos.     | Escons  | Total   |
| ---- | -------- | -------- | -------- | -------- | -------- | -------- | -------- | ------- | ------- |
| 1996 | 559,304  | 20.3     | 48 / 81  | 2n       | 733,713  | 31.8     | 2nd      | 25 / 81 | 25 / 81 |
| 1998 | 208,845  | 21.7     | 5 / 27   | 3r       | 121,700  | 22.7     | 3rd      | 3 / 27  | 23 / 81 |
| 1999 | 327      | 1.0      | 0 / 1    | 5è       |          |          |          | 0 / 1   | 23 / 81 |
| 2000 | 151,943  | 17.7     | 5 / 27   | 3r       | 53,503   | 9.5      | 5th      | 1 / 27  | 15 / 81 |
| 2002 | 122,397  | 18.4     | 14 / 27  | 2n       | 224,386  | 27.3     | 2nd      | 7 / 27  | 11 / 81 |
| 2003 | 2,424    | 6.8      | 0 / 2    | 6è       |          |          |          | 0 / 2   | 11 / 81 |
| 2004 | 5,203    | 14.7     | 1 / 2    | 3r       | 5,358    | 20.51    | 3rd      | 0 / 2   | 11 / 81 |
| 2004 | 90,446   | 12.5     | 3 / 27   | 4t       | 24,923   | 5.2      | 4th      | 0 / 27  | 7 / 81  |
| 2006 | 204,573  | 19.2     | 11 / 27  | 2n       | 120,127  | 20.9     | 2nd      | 6 / 27  | 13 / 81 |
| 2007 | 6,456    | 21.66    | 1 / 2    | 1r       | 4,338    | 21.54    | 2nd      | 1 / 2   | 13 / 81 |
| 2008 | 347,759  | 33.2     | 26 / 27  | 1r       | 459,829  | 55.9     | 1st      | 23 / 27 | 29 / 81 |
| 2010 | 290,090  | 25.3     | 22 / 27  | 1r       | 299,526  | 44.0     | 1st      | 12 / 27 | 41 / 81 |
| 2011 | 12,088   | 44.3     | 1 / 1    | 1r       | 13,505   | 65.1     | 1st      | 1 / 1   | 41 / 81 |
| 2012 | 199,957  | 22.7     | 23 / 27  | 1r       | 207,064  | 40.3     | 1st      | 13 / 27 | 46 / 81 |
| 2014 | 3,695    | 16.1     | 0 / 1    | 3r       |          |          |          | 0 / 1   | 46 / 81 |
| 2014 | 226,239  | 22.0     | 19 / 27  | 1r       | 165,629  | 35.0     | 1st      | 10 / 27 | 33 / 81 |
| 2014 | 2,092    | 16.8     | 1 / 1    | 1r       | 3,664    | 50.9     | 1st      | 1 / 1   | 33 / 81 |
| 2016 | 128,875  | 14.6     | 9 / 27   | 2n       | 55,622   | 13.1     | 3rd      | 2 / 27  | 25 / 81 |
| 2018 | 1,294    | 5.7      | 0 / 1    | 6è       |          |          |          | 0 / 1   | 25 / 81 |
| 2018 | 1,270    | 7.5      | 0 / 1    | 6è       |          |          |          | 0 / 1   | 25 / 81 |
| 2018 | 100,478  | 9.2      | 5 / 27   | 3r       | 33,887   | 8.10     | 6th      | 1 / 27  | 13 / 81 |
| 2019 | 2,674    | 13.9     | 0 / 1    | 3r       |          |          |          | 0 / 1   | 13 / 81 |
| 2020 | 81,105   | 8.1      | 3 / 27   | 5è       | 18,175   | 4.0      | 8th      | 0 / 27  | 3 / 81  |
| 2022 | 43,870   | 3.9      | 1 / 27   | 7è       | 10,344   | 2.2      | 9th      | 0 / 27  | 1 / 81  |
| 2024 | 28,479   | 3.59     | 0 / 27   | 7è       |          |          |          | 1 / 27  | 1 / 81  |

### Eleccions presidencials

#### Eleccions indirectes
| Any            | Candidat | Candidat     | 1a volta   | 1a volta    | 1a volta    | 2a volta    | 2a volta    | 2a volta   | 3a volta    | 3a volta    | 3a volta |
| Any            | Candidat | Candidat     | Vots       | %           | Resultat    | Vots        | %           | Resultat   | Vots        | %           | Resultat |
| -------------- | -------- | ------------ | ---------- | ----------- | ----------- | ----------- | ----------- | ---------- | ----------- | ----------- | -------- |
| 1998           |          | Václav Havel | 130        | 70,65 / 100 | 1r          | 146         | 52,3 / 100  | Elegit     | —           | —           | —        |
| 2003           |          |              |            |             |             |             |             |            |             |             |          |
| Jaroslav Bureš | 46       | 17,04 / 100  | Derrota    | —           | —           | —           | —           | —          | —           |             |          |
| Miloš Zeman    | 83       | 30,18 / 100  | Derrota    | —           | —           | —           | —           | —          | —           |             |          |
| Jan Sokol      | 128      | 46,55 / 100  | 2n         | 129         | 48,13 / 100 | 2n          | 124         | 46,6 / 100 | Derrota     |             |          |
| 2008           |          | Jan Švejnar  | 138        | 49,82 / 100 | 2n          | 135         | 48,74 / 100 | 2n         | 113         | 44,84 / 100 | Derrota  |
| 2008           | 128      | Jan Švejnar  | 49,1 / 100 | 2n          | 141         | 47,19 / 100 | 2n          | 111        | 44,05 / 100 | Derrota     |          |

#### Eleccions directes
| Any  | Candidat                  | Candidat                  | 1a volta                  | 1a volta                  | 1a volta                  | 2a volta                  | 2a volta                  | 2a volta                  |
| Any  | Candidat                  | Candidat                  | Vots                      | %                         | Resultat                  | Vots                      | %                         | Resultat                  |
| ---- | ------------------------- | ------------------------- | ------------------------- | ------------------------- | ------------------------- | ------------------------- | ------------------------- | ------------------------- |
| 2013 |                           | Jiří Dienstbier Jr.       | 829,297                   | 16,12 / 100               | 4t                        | Suport a Miloš Zeman      | Suport a Miloš Zeman      | Suport a Miloš Zeman      |
| 2018 | No van presentar candidat | No van presentar candidat | No van presentar candidat | No van presentar candidat | No van presentar candidat | No van presentar candidat | No van presentar candidat | No van presentar candidat |
| 2023 |                           | Josef Středula            | Retirat                   | Retirat                   | Retirat                   | Retirat                   | Retirat                   | Retirat                   |

### Eleccions regionals
| Any  | Vots      | %     | Escons    |
| ---- | --------- | ----- | --------- |
| 2000 | 344,441   | 14.67 | 112 / 675 |
| 2004 | 297,083   | 14.03 | 105 / 675 |
| 2008 | 1,044,719 | 35.86 | 280 / 675 |
| 2012 | 621,961   | 23.58 | 205 / 675 |
| 2016 | 386,150   | 15.25 | 125 / 675 |
| 2020 | 185,714   | 6.71  | 37 / 675  |
| 2024 | 83,829    | 3.52  | 13 / 685  |

### Eleccions locals
| Any  | %     | Regidors |
| ---- | ----- | -------- |
| 1994 | 8.7   | 1,628    |
| 1998 | 17.54 | 4,259    |
| 2002 | 15.57 | 4,664    |
| 2006 | 16.61 | 4,331    |
| 2010 | 19.68 | 4,584    |
| 2014 | 12.65 | 3,773    |
| 2018 | 5.17  | 1,882    |
| 2022 | 2.49  | 799      |

#### Eleccions locals a Praga
| Any  | Líder               | Vots      | %    | Escons  | +/− | Pos. | Govern            |
| ---- | ------------------- | --------- | ---- | ------- | --- | ---- | ----------------- |
| 1990 |                     | 484,484   | 5.6  | 5 / 76  | Nou | 4t   | Oposició          |
| 1994 | Jiří Paroubek       | 2,435,279 | 8.6  | 5 / 55  | =   | 4t   | Oposició          |
| 1998 | Jiří Paroubek       | 363,917   | 17.5 | 10 / 55 | 5   | 3r   | Coalició          |
| 2002 | Jiří Paroubek       | 656,936   | 14.7 | 12 / 70 | 2   | 3r   | Coalició          |
| 2006 | Petra Buzková       | 4,197,631 | 15.9 | 12 / 70 | =   | 2n   | Oposició          |
| 2010 | Jiří Dienstbier Jr. | 615,209   | 17.9 | 19 / 65 | 7   | 2n   | Coalició          |
| 2014 | Miloslav Ludvík     | 2,160,963 | 10.4 | 8 / 65  | 11  | 5è   | Coalició          |
| 2018 | Jakub Landovský     | 727,826   | 2.9  | 0 / 65  | 8   | 8è   | Extraparlamentari |

### Parlament Europeu
| Any  | Líder            | Vots    | %          | Escons | +/− | Grup |
| ---- | ---------------- | ------- | ---------- | ------ | --- | ---- |
| 2004 | Libor Rouček     | 204,903 | 8.78 (#5)  | 2 / 25 | Nou | PES  |
| 2009 | Jiří Havel       | 528,132 | 22.39 (#2) | 7 / 22 | 5   | S&D  |
| 2014 | Jan Keller       | 214,800 | 14.17 (#3) | 4 / 21 | 3   | S&D  |
| 2019 | Pavel Poc        | 93,664  | 3.95 (#8)  | 0 / 21 | 4   | −    |
| 2024 | Lubomír Zaorálek | 55,260  | 1.86 (#9)  | 0 / 21 | =   | −    |

## Caps del Partit Socialdemòcrata Txec

### Partit Social-democràtic Txecoslavònic dels Treballadors
- Antonín Němec (1904-1915)
- Bohumír Šmeral (1916-1917)

### Partit Socialdemòcrata dels Treballadors Txecoslovacs
- Antonín Němec (1917-1925)
- Antonín Hampl (1925-1938)

### Socialdemocràcia Txecoslovaca
- Zdeněk Fierlinger (1945-1947)
- Bohumil Laušman (1947-1948)

### Socialdemocràcia Txecoslovaca a l'exili
- Blažej Vilím (1948)
- Václav Majer (1948-1972)
- Vilém Bernard (1972-1989)
- Karel Hrubý

### Socialdemocràcia Txecoslovaca
- Jiří Horák (1989 - 1993)

### Partit Socialdemòcrata Txec
- Miloš Zeman (28 de febrer de 1993 - 7 d'abril de 2001)
- Vladimír Špidla (7 d'abril de 2001 - 26 de juny de 2004)
- Stanislav Gross (26 de juny de 2004 - 26 d'abril de 2005)
  - Bohuslav Sobotka (provisional) (26 d'abril de 2005 - 13 de maig de 2006)
- Jiří Paroubek (13 de maig de 2006 - 30 de maig de 2010)
  - Bohuslav Sobotka (provisional) (30 de maig de 2010 - actualitat)